# Berliet GPC
Pour les articles homonymes, voir GPC.
Le Berliet GPC est un modèle de camion 6 × 2 produit par Berliet de 1927 à 1933.

## Description
Il sort avec des roues à bandages, une transmission à chaînes et le moteur à essence quatre cylindres 110 × 140 mm type MBLC du Berliet CBAC,. Seul l'essieu médian est moteur. Sa charge utile est de 10 à 12 t,.
Une nouvelle version, le GPCD 7 sort en 1932, équipé d'un moteur diesel type MD de 7 200 cm3.